# Panarás
Os Panarás, também conhecidos como Krenakore ou Kreen-akarore ou Caiapó do Sul, são um grupo indígena que habita o norte do estado brasileiro do Mato Grosso e o sul do Pará, mais precisamente na Terra Indígena Panará (entre os municípios de Guarantã do Norte MT e Altamira PA)  e no Parque Indígena do Xingu.

## Origens
Segundo  PINTO & MARTINELLI "Os Panará são os últimos descendentes dos Cayapó do Sul, um numeroso grupo que, no século XVIII, habitava uma vasta área no centro do Brasil, desde o norte de São Paulo, Triângulo Mineiro e sul de Goiás ao leste do Mato Grosso e leste e sudeste do Mato Grosso do Sul. Os Cayapó do Sul eram um símbolo de 'ferocidade', porque não costumavam fazer prisioneiros em ações guerreiras."
Desta forma, está claro que eles eram os índios que ocupavam  as regiões onde hoje estão as cidades de Franca, Marília, Uberlândia, Uberaba, Catalão, Jataí, Rio Verde, Três Lagoas, Paranaíba, Rondonópolis , Peixoto de Azevedo e Primavera do Leste, dentre outras. Também fica evidenciado que a sua quase eliminação foi obra dos bandeirantes e dos primeiros colonizadores.
Já no século XIX eles estavam quase extintos, com exceção de alguns grupos no Triângulo Mineiro. Nas primeiras décadas do século XX sua extinção era dada como certa, no entanto foram reencontrados pelos irmãos Villas Boas no norte do Mato Grosso, onde hoje é a porção sul do Parque Indígena do Xingu.

## Período pré-colombiano
É de se supor que os Caiapó do sul foram um povo de cultura apreciável, visto que habitavam áreas que iam de Divinópolis, no oeste de Minas Gerais, passando pelo Triângulo Mineiro, oeste do estado de São Paulo, todo o centro-sul de Goiás  e leste do Mato Grosso do Sul, o que não seria possível se não dispusessem de determinadas ferramentas técnicas e culturais.. De toda forma, sabendo que os caiapó do sul o povo que habitava as áreas nomeadas, enquanto os caiapós [do norte] habitavam terras do sudoeste de Goiás e leste do Mato Grosso, pode-se deduzir que estes descendem daqueles, do que decorre, portanto, que essa região era habitada pelos mesmos muito tempo antes das primeiras bandeiras, sobretudo caso se leve em consideração que estavam em uma área central e os povos tupis ocupavam o litoral.

## Contato
Foram contatados pelos irmãos Villas Boas em 1973, depois de quase cinco anos de tentativas de aproximação. Eram conhecidos como "índios gigantes", pois acreditava-se que sua estatura era elevada, fato que depois do contato foi logo desmentido. A atração dos Panará resultou em uma rápida queda demográfica, dos quase 400 índios contatados pelos Villas Boas, apenas 79 resistiram aos ataques de doenças contra as quais não possuíam nenhuma imunidade. A estrada BR-163 Cuiabá-Santarém também contribuiu para a desastrosa retirada dos Panará para dentro do Parque indígena do Xingu.
Em 1995 retornaram a seus antigos domínios, próximos aos vales do Peixoto de Azevedo, as fazendas e os garimpos tinham derrubado a mata, e poluído os rios. o que foi um marco Histórico entre os povos indígenas brasileiros, pois foi a primeira vez que uma sociedade indígena conseguiu na justiça a posse de suas antigas terras. Os panarás decidiram abrir mão de parte do seu território, para evitar confronto com os colonizadores, e reivindicaram a área sem ocupação nas cabeceiras dos rios Iriri e Ipiranga, na divisa entre Pará e Mato Grosso.
Em 1° de novembro de 1996, o ministro da Justiça declarou de posse permanente dos indígenas da Terra Indígena Panará, o que foi um marco histórico entre os povos indígenas brasileiros, pois foi a primeira vez que uma sociedade indígena conseguiu na justiça a posse de suas antigas terras. Em 2003, o Poder Judiciário reconheceu aos panarás o direito de indenização pelos danos sofridos por causa do contato e da transferência forçada de seu território em razão da construção da BR-163 e pelos danos morais decorrentes das ações do Estado.

## Língua
Os panarás falam uma língua jê muito assemelhada à dos caiapós. Em seu idioma panará significa “gente”, “seres humanos”, o que é bastante comum nas línguas de vários povos nativos. O latim, do qual herdamos as expressões homem e humano, por exemplo; nele, etimologicamente homo (homem) deriva de humus [o que vem da terra, o que é da terra]. A expressão hĩ’pẽ, o “outro”, com o qual eles designam os caiapós recorda facilmente que os gregos e romanos chamavam de bárbaros quem quer que não fosse dos seus.